# Bostart
Bostart är en prisjämförelsetjänst på internet. 
Bostart ger användaren verktyg för att enkelt få en översikt av bostadsmarknaden så att man kan jämföra olika fastighetsmäklare och deras erbjudanden. Bostart har även ett diskussionsforum där användaren kan diskutera bostadsmarknaden och hus- och lägenhetsaffärer. Vidare håller Bostart ett omfattande bibliotek av kundreferenser på olika fastighetsmäklare som tidigare köpare och säljare har lämnat.
Bostart blev utnämnd till Årets Innovation 2006 i mäklarbranschen av tidningen Privata Affärer.
Bostart är inte mäklare själv.